# Naëmi Leo
Naëmi Riccarda Leo (* 17. Mai 1985) ist eine deutsche Physikerin mit dem Schwerpunkt neuartige magnetischer Ordnungsphänomene. Sie ist Hertha-Sponer-Preisträgerin 2021.

## Herkunft und Ausbildung
Naëmi Leo studierte von 2010 an Physik an der Universität Bonn, am Helmholtz-Institut für Strahlen- und Kernphysik unter der Leitung von Manfred Fiebig forschte sie über sogenannte Multiferroika und die Landau-Theorie, sie erwarb ihr Diplom durch eine Arbeit mit dem Titel Magnetic Field-Dependence of the Ferroelecric Polarization of Multiferroic TbMn2O5. 2014 promovierte sie an der ETH Zürich mit einer Dissertation zum Thema Control of Electric Polarisation by Magnetic Fields in Spin-Spiral Multiferroics.

## Karriere
Von 2015 an arbeitete sie als Postdoc-Forscherin am Schweizer Paul-Scherrer-Institut in der Abteilung für Mesoskopische Systeme. Nach einem kurzen Forschungsaufenthalt an der Universität Tokio wechselte sie 2018 an das Forschungszentrum CIC nanoGUNE (Centro de Investigación Cooperativa en Nanociencias) im spanischen San Sebastian. Sie arbeitete sie dort als Marie-Sklodowska-Curie-Fellow im Rahmen des Maria de Maeztu Postdoctoral Programs. Seit 2021 ist sie Projektleiterin am Instituto de Nanociencia y Materiales de Aragon der Universität Saragossa.

## Forschungsschwerpunkte
Naëmi Riccarda Leo arbeitet über neuartige magnetische Ordnungsphänomene, die an der Schwelle zwischen der mikroskopischen und der makroskopischen Welt auftreten (Mesoskopie). Dazu gehören Kopplungsprozesse zwischen Domänen in Materialien mit gleichzeitiger magnetischer und elektrischer Ordnung, den so genannten Multiferroika, ebenso wie Korrelationen in künstlichen Systemen, die als Spin-Eis bezeichnet werden.

## Auszeichnungen
- 2021 Hertha-Sponer-Preis für "ihre hervorragenden Beiträge zur Untersuchung und Charakterisierung von künstlichen Metamaterialien und ferroischen Systemen".[1][5]

## Publikationen (Auswahl)
- mit M. Pancaldi: Chiral switching and dynamic barrier reductions in artificial square ice New Journal of Physics, 2021, 23(3), 033024
- mit H. Arava et al.: Engineering Relaxation Pathways in Building Blocks of Artificial Spin Ice for Computation Physical Review Applied, 2019, 11(5), 054086
- mit M. Pancaldi et al.: Selective and fast plasmon-assisted photo-heating of nanomagnets Nanoscalethis, 2019, 11(16), pp. 7656–7666
- mit O. Sendetskyi et al.: Continuous magnetic phase transition in artificial square ice Physical Review, 2019, 99(21), 214430